# Jan Quakernaat
Jan Quakernaat (Amsterdam, 9 augustus 1934 – onbekend) was een Nederlands voetballer die als middenvelder.

## Biografie
Jan Quakernaat was de zoon van Jan Quakernaat en Antonia van der Meulen. Hij trouwde op 15 november 1958 met Johanna Elisabeth Haak.
Hij speelde één wedstrijd voor AFC Ajax. Op 3 november 1957 stond hij in de basis in een wedstrijd tegen BVV in de Eredivisie.
Later speelde hij nog voor Watergraafsmeer en Go Ahead.